# Popeye Village

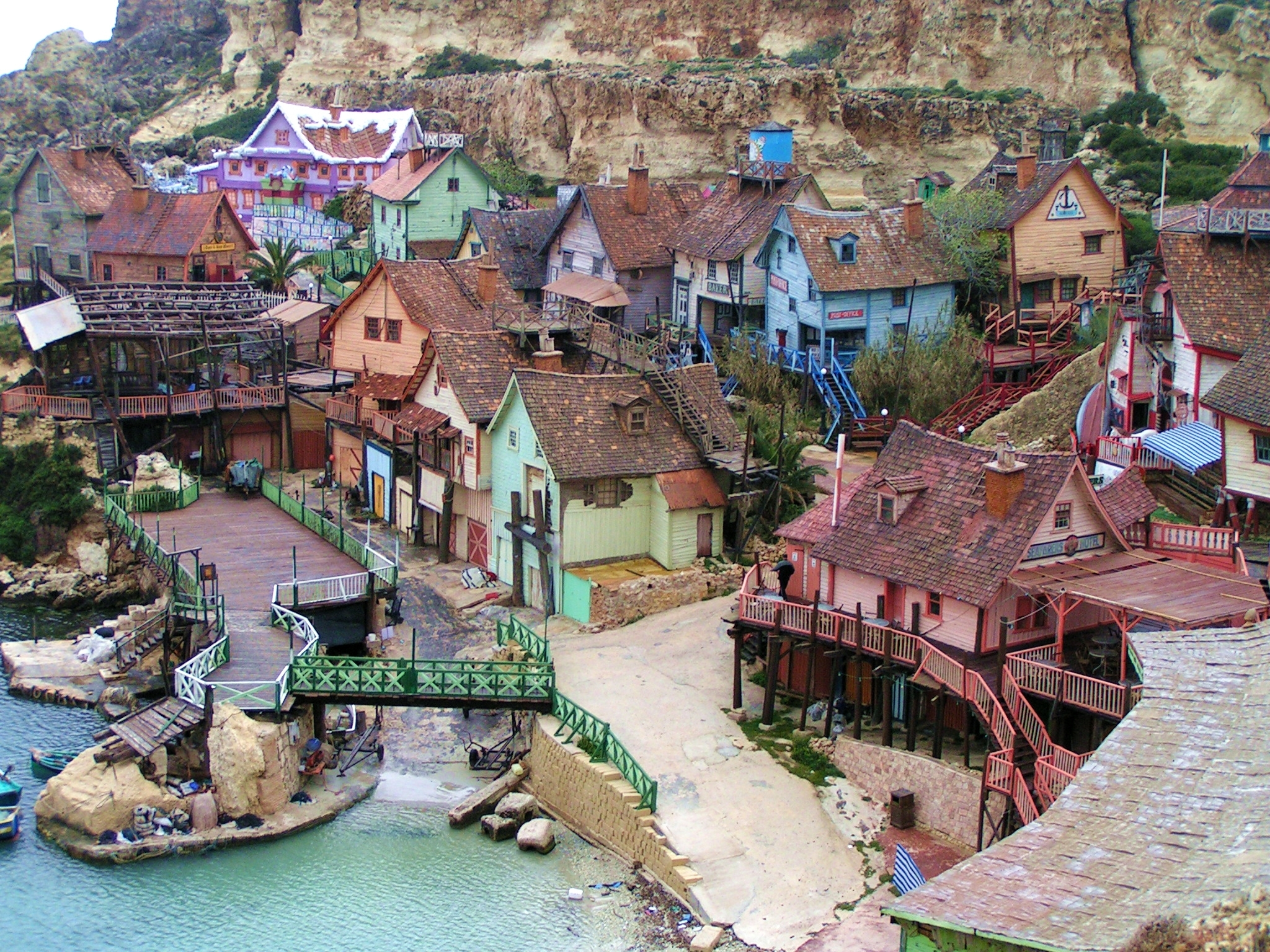
Panorama del Popeye Village

Il Popeye Village, anche noto come Sweethaven Village, è un gruppo di rustici e sgangherati edifici in legno situato nella baia di Anchor, nell'angolo nord-ovest dell'isola mediterranea di Malta, a 3 km dal villaggio di Mellieha.
Fu costruito come un set cinematografico per la produzione del film Popeye - Braccio di Ferro, prodotto dalla Paramount e dalla Walt Disney e interpretato da Robin Williams. Oggi questo villaggio è aperto al pubblico come un museo a cielo aperto e come complesso di intrattenimento per famiglie.

## Storia
La costruzione dei set del film iniziò nel giugno 1979. Un gruppo di 165 costruttori lavorò per più di sette mesi per costruire il villaggio, che consiste di diciannove edifici in legno veri e propri.
Le riprese iniziarono il 23 gennaio 1980. Il film, basato sul fumetto di Elzie Segar, è ambientato intorno al villaggio fittizio di Sweethaven dove il marinaio Popeye arriva in un tentativo di trovare suo padre a lungo perduto.
Anche se il film è stato inizialmente percepito come un fallimento, il Popeye Village resta una popolare attrazione turistica.

## Attrazioni
Il Popeye Village è aperto al pubblico sette giorni su sette e, una volta che si conclusero le riprese del film, vennero aggiunte diverse attrazioni per famiglie. Ci sono spettacoli, gite e musei, nonché case gioco dove i bambini possono arrampicarsi ed esplorare il villaggio. I bambini possono anche incontrare i personaggi principali della serie di Braccio di Ferro, come Braccio di Ferro, Olivia, Bluto e Poldo.
Alcune delle case del Popeye Village sono state dotate di vari articoli relativi alle riprese del film, tra cui diversi oggetti di scena utilizzati per la produzione. Situato nel centro del Popeye Village, nella sala cinematografica Lower Complex i turisti possono assistere a proiezioni audiovisive di venti minuti con delle informazioni relative al film e alla costruzione del set. Il cinema può ospitare circa 40 persone e dispone di uno spettacolo ad ogni ora. 
Il Popeye Village ospita una varietà di funzioni e attività in determinati periodi dell'anno, compresi pranzi e cene.
Ogni ora nei giorni in cui il tempo lo permette, i visitatori possono godere di una ventina di minuti di viaggio in barca intorno alla baia di Anchor dove è possibile fotografare il paesaggio ed il Popeye Village visto dal mare.
Diversi animatori forniscono regolarmente intrattenimento per le famiglie mentre sono in visita al villaggio, e in molti di questi spettacoli interagiscono con il pubblico. Tra questi spettacoli c'è, ad esempio, uno spettacolo di burattini con i personaggi della serie di Braccio di Ferro.